# Aegidiikirchhof 3, 3a (Quedlinburg)

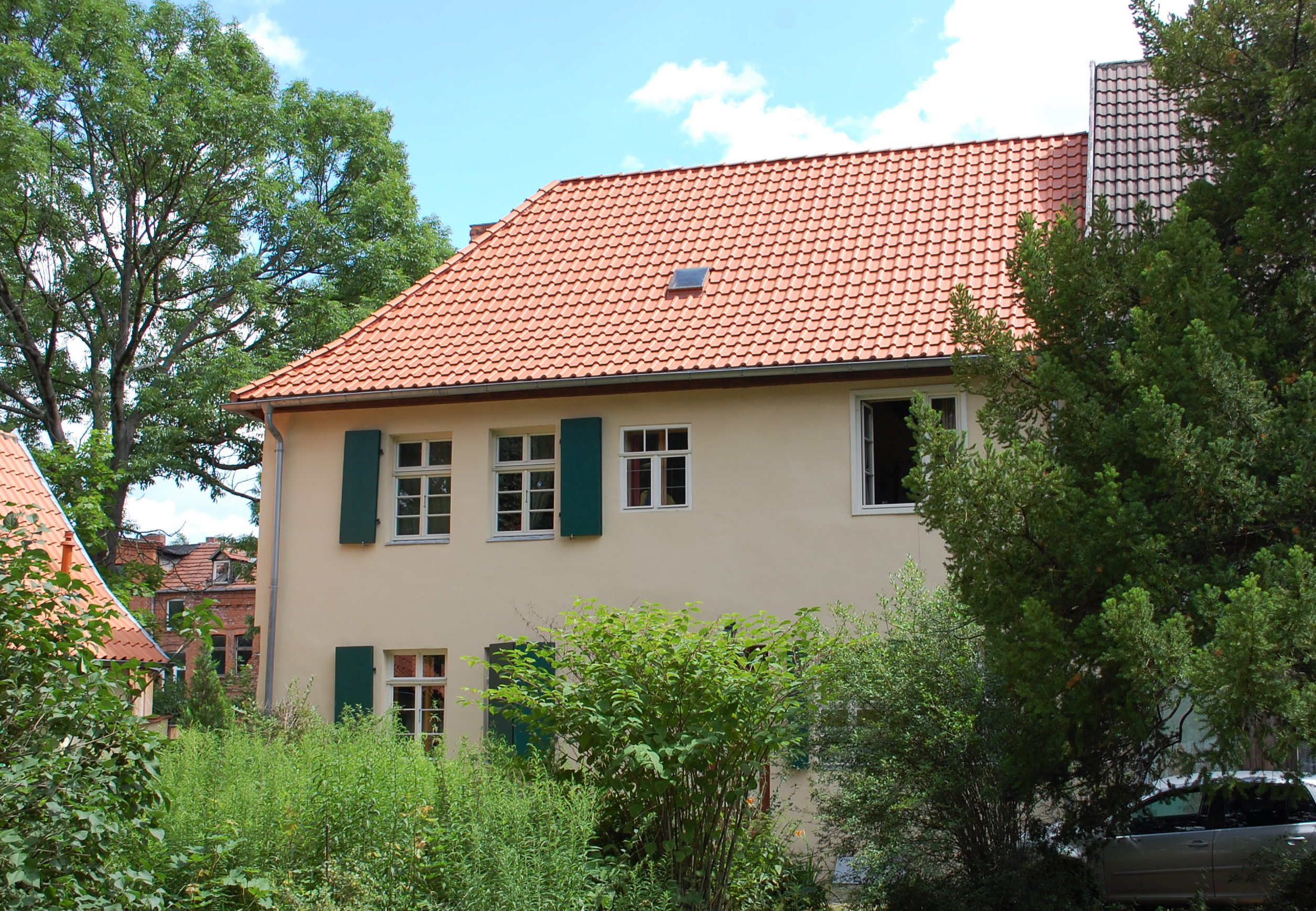
Ägidiikirchhof 3

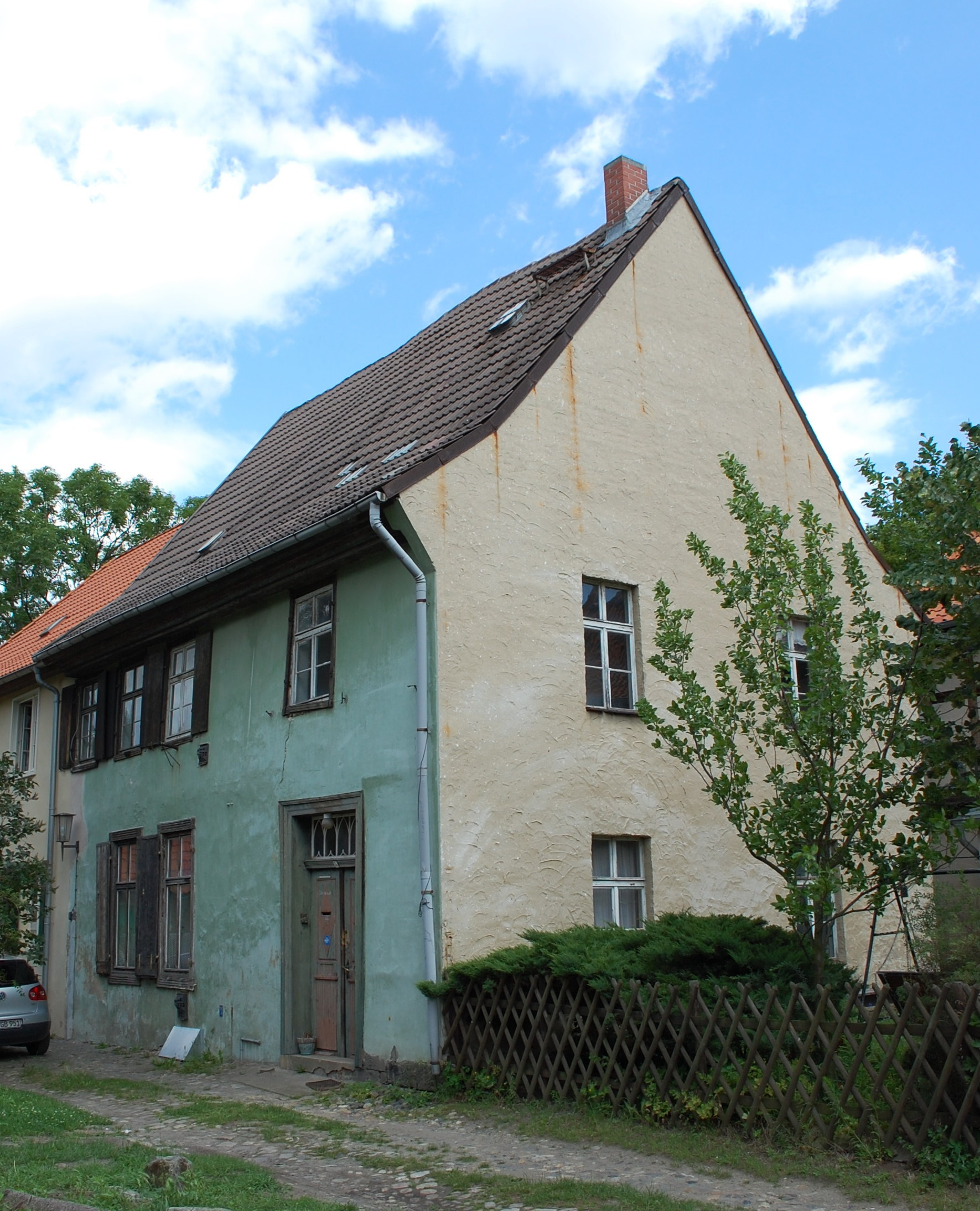
Ägidiikirchhof 3a

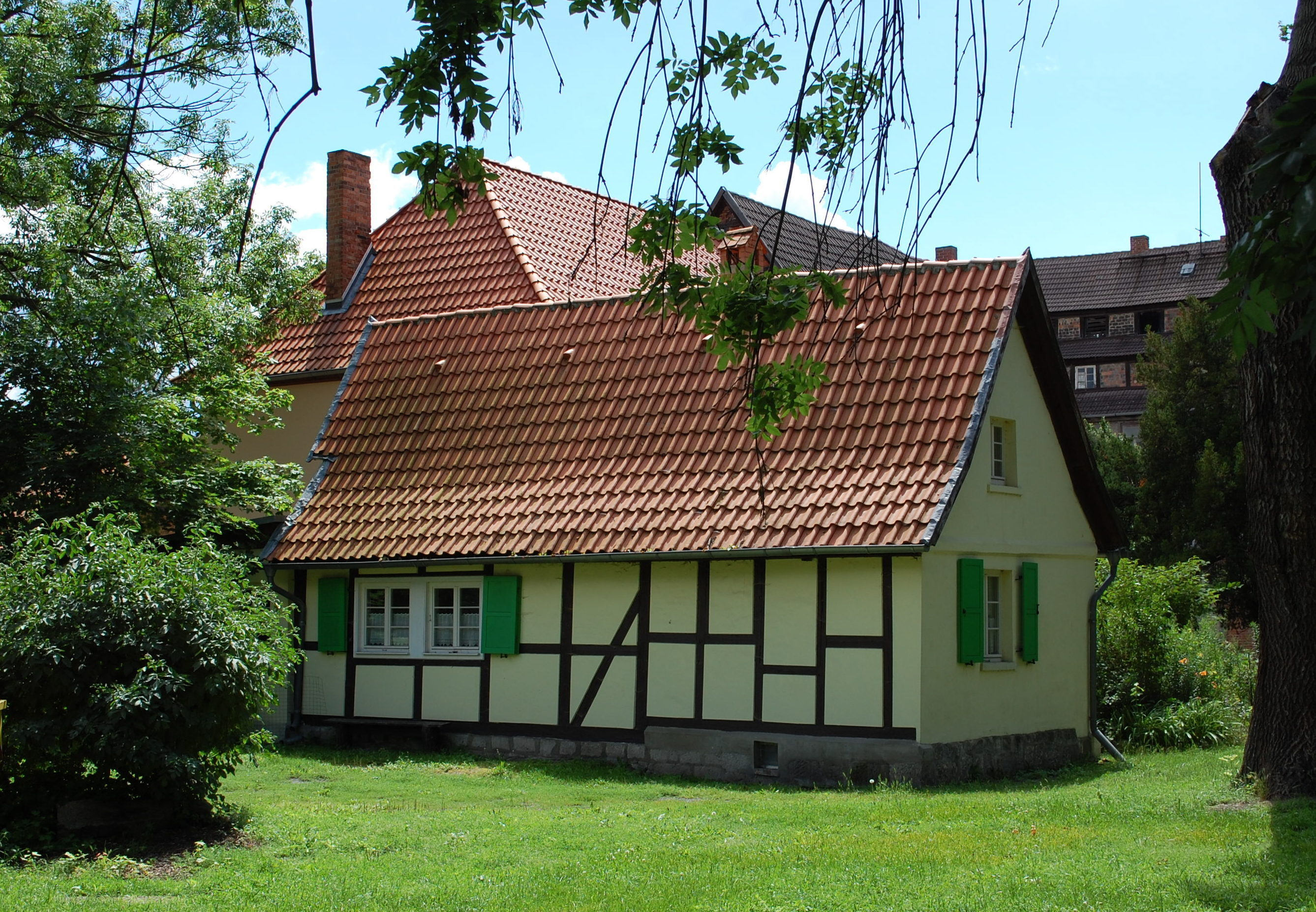
Fachwerkgebäude

Der Ägidiikirchhof 3, 3a ist der denkmalgeschützte Pfarrhof der Sankt-Aegidii-Kirche in Quedlinburg in Sachsen-Anhalt.

## Lage
Das im Quedlinburger Denkmalverzeichnis eingetragene Anwesen befindet sich im nördlichen Teil der Quedlinburger Altstadt, östlich der Kirche. Es gehört zum UNESCO-Weltkulturerbe. An den Hof grenzt das gleichfalls denkmalgeschützte Haus Aegidiikirchhof 4 an.

## Architektur und Geschichte
Das Pfarrhaus entstand in der Zeit des Barock, wurde jedoch in späterer Zeit umgebaut. In der ersten Hälfte des 19. Jahrhunderts wurde ein Erweiterungsbau angefügt. Es kamen klassizistische Stilelemente zum Einsatz, so bei Türen und Fenstern. Das Oberlicht des Anbaus präsentiert sich neogotisch.
Zum Hof gehören zwei um 1800 in Fachwerkbauweise errichtete Wirtschaftsgebäude.